# 雀仁乡
雀仁乡，是中华人民共和国新疆维吾尔自治区昌吉回族自治州木垒哈萨克自治县下辖的一个乡镇级行政单位。

## 行政区划
雀仁乡下辖以下地区：
雀仁村、五棵树村、河东村、托尔阿尕什村、乌克勒别依特村和正格勒得村。